# Schepenhuis (Male)

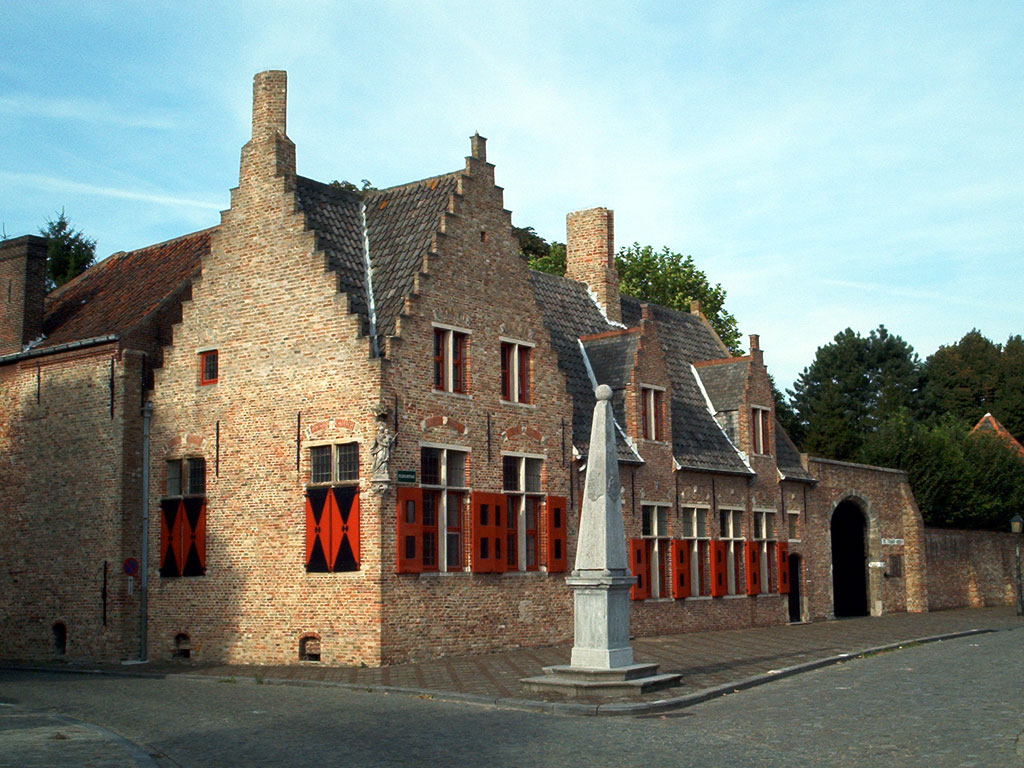
Schepenhuis met Pelderijn

Het Schepenhuis (ook: Hoge Huis of Hooghe Huus) is een gebouw in de tot de West-Vlaamse stad Brugge behorende deelgemeente Sint-Kruis, gelegen aan de Pelderijnstraat 10.

## Geschiedenis
Het hooghe huus (hofsteide binnen den dorpe te Male…op den houc vander strate…jeghens over den gracht vanden casteele) herbergde de schepenen van de heerlijkheid Male. In 1560 werd de heerlijkheid verheven tot baronie en in 1566 werd het Hoge Huis aangekocht door Lodewijk van Ghistele, burgemeester van Male. Het werd nu stadhuys genoemd en er werd een schepenen camere ingericht. Ook beschikte het over een civile ghevanghenisse. Het huis werd tot 1799 verpacht, en de pachter was tevens cipier en baatte er bovendien een herberg uit.
Tijdens de Godsdienstoorlogen (jaren '70 van de 16e eeuw) werd het huis zwaar beschadigd. De schepenen vergaderden de jaren erna in Brugge. Ondertussen werd het huis weer hersteld en zeker in 1662 was het weer in gebruik. In de vleugel loodrecht op het eigenlijke huis kwam in de 17e eeuw een brouwerij. In 1795 werd Male bij Sint-Kruis gevoegd, en in 1799 werd het huis (toen cabaret genaamd) openbaar verkocht.
Gedurende de 19e eeuw vonden wijzigingen plaats. Vanaf 1952 werd het huis gepacht door de Sint-Trudoabdij. In 1960-1961 volgde een historiserende restauratie naar plannen van Arthur Degeyter.
De voormalige herberg ligt rechts van de ingang. Links ligt de voormalige schepenzaal in rococostijl.
Op het pleintje voor het Schepenhuis is de Pelderijn opgesteld.